# Kawasaki Heavy Industries
Kawasaki Heavy Industries je japonská firma založená 15. října 1896 Šózó Kawasakim. Zabývá se výrobou motocyklů, čtyřkolek a vodních skútrů, lodí, kolejových vozidel a letadel.
Dělí se na čtyři divize:
- Kawasaki Heavy Industries Motorcycle & Engine
- Kawasaki Shipbuilding Corporation
- Kawasaki Heavy Industries Rolling Stock Company
- Kawasaki Aerospace Company (spolupráce s německou firmou MBB na vrtulníku BK-117)